# Дера, Чарльз
Чарльз Дера (англ. Charles Dera, настоящее имя — Charles Deraczunas, род. 21 декабря 1978 года, Филадельфия, штат Пенсильвания, США) — американский порноактёр, танцор и модель, лауреат премий AVN Awards, XRCO Award и XBIZ Award.

## Карьера
Снялся в сотнях гетеросексуальных порнографических фильмов, а также является «ветераном» мужской стрип-труппы Men of the Strip. В 2016 году Чарльз Дера сыграл роль Дональда Трампа, а Чери Девилль сыграла роль Хиллари Клинтон в пародии на американские выборы для Brazzers.

## Премии
- 2008 XRCO Award — New Stud[5]
- 2009 AVN Awards — непризнанный исполнитель года[6]
- 2009 XRCO Award — Unsung Swordsman[5]
- 2018 XBIZ Award — лучший актёр — полнометражка за Half His Age: A Teenage Tragedy (PureTaboo/Pulse)[7]
- 2019 AVN Awards — лучший актёр второго плана за Cartel Sex[8]